# Lapierre (azienda)
Lapierre è un'azienda francese fondata nel 1946 da Gaston Lapierre, con base a Digione, operante nel settore della produzione di biciclette e attrezzature per bici.
Dal 2002 al 2023 è stata fornitore ufficiale della squadra di ciclismo Groupama-FDJ (fino al 2010 denominata La Française des Jeux), mentre dal 2025 fornisce i propri telai alla squadra olandese Team Picnic PostNL.
Dal 1960 la società è sotto la guida del figlio di Gaston, Jacky Lapierre, sotto la cui guida nel 1988 la Lapierre è entrata nel mondo professionistico in modo stabile fornendo le proprie biciclette a diversi team ciclistici francesi.
Nel 1993 il 33% della società è stata ceduta al gruppo olandese Accell Group, e tre anni dopo la Lapierre è stata acquistata totalmente dal gruppo Accell, e il figlio di Jacky, Gilles Lapierre, ha assunto la direzione della società.
Nel 2008, Lapierre ha progettato i Vélib' e i Vélo'v per i sistemi di bike sharing delle città di Parigi e Lione, in collaborazione con JCDecaux e Accell.